# Cleveland Cavaliers 2014-2015
La stagione 2014-15 dei Cleveland Cavaliers fu la 45ª nella NBA per la franchigia.
I Cleveland Cavaliers vinsero la Central Division della Eastern Conference con un record di 53-29.
Nei play-off vinsero il primo turno con i Boston Celtics (4-0). In semifinale di conference hanno  avuto l meglio dei Chicago Bulls (4-2).
In finale di conference hanno vinto contro gli Atlanta Hawks (4-0), perdendo poi la finale NBA con i Golden State Warriors (4-2).

## Eastern Conference
| Squadra             | V  | P  | %    | GB |
| ------------------- | -- | -- | ---- | -- |
| Cleveland Cavaliers | 53 | 29 | 64,6 | -  |
| Chicago Bulls       | 50 | 32 | 61   | 3  |
| Milwaukee Bucks     | 41 | 41 | 50   | 12 |
| Indiana Pacers      | 38 | 44 | 46,3 | 15 |
| Detroit Pistons     | 32 | 50 | 39   | 21 |

## Roster
| \| Pos. \| Num. \| Naz. \| Nome \| Altezza \| Peso \| Data nascita \| Provenienza \| \| ---- \| ---- \| ---- \| -------------------- \| ------- \| ------ \| ------------ \| ------------------------------------------------ \| \| A \| 89 \| \| Amundson, Lou \| 206 cm \| 102 kg \| 07-12-1982 \| UNLV R. Rebels \| \| G \| 5 \| \| Cherry, Will \| 183 cm \| 84 kg \| 08-02-1991 \| Montana Grizzlies \| \| G \| 8 \| \| Dellavedova, Matthew \| 193 cm \| 91 kg \| 08-09-1990 \| Saint Mary's \| \| G \| 12 \| \| Harris, Joe \| 198 cm \| 102 kg \| 06-09-1991 \| Virginia \| \| C \| 33 \| \| Haywood, Brendan \| 213 cm \| 122 kg \| 27-11-1979 \| North Carolina \| \| G \| 2 \| \| Irving, Kyrie \| 188 cm \| 82 kg \| 23-03-1992 \| Duke \| \| A \| 23 \| \| James, LeBron \| 203 cm \| 109 kg \| 30-12-1984 \| St. Vincent St. Mary High School (Ohio) \| \| A \| 1 \| \| Jones, James \| 203 cm \| 102 kg \| 04-10-1980 \| Miami (FL) \| \| C \| 53 \| \| Kirk, Alex \| 213 cm \| 111 kg \| 14-11-1991 \| New Mexico Lobos \| \| A \| 0 \| \| Love, Kevin \| 208 cm \| 118 kg \| 07-09-1988 \| UCLA \| \| A \| 31 \| \| Marion, Shawn \| 201 cm \| 100 kg \| 07-05-1978 \| UNLV \| \| A \| 18 \| \| Miller, Mike \| 203 cm \| 99 kg \| 19-02-1980 \| Florida \| \| C \| 20 \| \| Mozgov, Timofej \| 216 cm \| 113 kg \| 16-07-1986 \| Khimki (Russia) \| \| C \| 3 \| \| Perkins, Kendrick \| 208 cm \| 127 kg \| 10-11-1984 \| Ozen High School (Texas) \| \| G \| 21 \| \| Price, A.J. \| 188 cm \| 82 kg \| 07-10-1986 \| UConn Huskies \| \| G \| 4 \| \| Shumpert, Iman \| 196 cm \| 96 kg \| 26-06-1990 \| Georgia Tech \| \| G \| 5 \| \| Smith, J.R. \| 198 cm \| 100 kg \| 09-09-1985 \| Saint Benedict's Preparatory School (New Jersey) \| \| A \| 13 \| \| Thompson, Tristan \| 203 cm \| 102 kg \| 13-03-1991 \| Texas \| \| A \| 17 \| \| Varejão, Anderson \| 211 cm \| 118 kg \| 28-09-1982 \| Barca (Spain) \| \| G \| 3 \| \| Waiters, Dion \| 193 cm \| 95 kg \| 10-12-1991 \| Syracuse Orange \| | Allenatore - David Blatt Assistente/i - Tyronn Lue (Vice-allenatore) - Jim Boylan (Vice-allenatore) - Bret Brielmaier (Vice-allenatore) - Larry Drew (Vice-allenatore) - James Posey (Vice-allenatore) - Phil Handy (Preparatore fisico) - Vitalij Potapenko (Vice-allenatore per lo sviluppo dei giocatori) - Derek Millender (Preparatore fisico) - Stephen Spiro (Preparatore atletico) Legenda - (C) Capitano - (FA) Free agent - (S) Sospeso - (TW) Contratto Two-way - (GL) Assegnato a squadra G League affiliata - Infortunato Roster • Transazioni · Ultima transazione: 29 giugno 2015 |                        |                      |         |        |              |                                                  |
| Pos. | Num. | Naz.                   | Nome                 | Altezza | Peso   | Data nascita | Provenienza                                      |
| A | 89 | Stati Uniti (bandiera) | Amundson, Lou        | 206 cm  | 102 kg | 07-12-1982   | UNLV R. Rebels                                   |
| G | 5 | Stati Uniti (bandiera) | Cherry, Will         | 183 cm  | 84 kg  | 08-02-1991   | Montana Grizzlies                                |
| G | 8 | Australia (bandiera)   | Dellavedova, Matthew | 193 cm  | 91 kg  | 08-09-1990   | Saint Mary's                                     |
| G | 12 | Stati Uniti (bandiera) | Harris, Joe          | 198 cm  | 102 kg | 06-09-1991   | Virginia                                         |
| C | 33 | Stati Uniti (bandiera) | Haywood, Brendan     | 213 cm  | 122 kg | 27-11-1979   | North Carolina                                   |
| G | 2 | Stati Uniti (bandiera) | Irving, Kyrie        | 188 cm  | 82 kg  | 23-03-1992   | Duke                                             |
| A | 23 | Stati Uniti (bandiera) | James, LeBron        | 203 cm  | 109 kg | 30-12-1984   | St. Vincent St. Mary High School (Ohio)          |
| A | 1 | Stati Uniti (bandiera) | Jones, James         | 203 cm  | 102 kg | 04-10-1980   | Miami (FL)                                       |
| C | 53 | Stati Uniti (bandiera) | Kirk, Alex           | 213 cm  | 111 kg | 14-11-1991   | New Mexico Lobos                                 |
| A | 0 | Stati Uniti (bandiera) | Love, Kevin          | 208 cm  | 118 kg | 07-09-1988   | UCLA                                             |
| A | 31 | Stati Uniti (bandiera) | Marion, Shawn        | 201 cm  | 100 kg | 07-05-1978   | UNLV                                             |
| A | 18 | Stati Uniti (bandiera) | Miller, Mike         | 203 cm  | 99 kg  | 19-02-1980   | Florida                                          |
| C | 20 | Russia (bandiera)      | Mozgov, Timofej      | 216 cm  | 113 kg | 16-07-1986   | Khimki (Russia)                                  |
| C | 3 | Stati Uniti (bandiera) | Perkins, Kendrick    | 208 cm  | 127 kg | 10-11-1984   | Ozen High School (Texas)                         |
| G | 21 | Stati Uniti (bandiera) | Price, A.J.          | 188 cm  | 82 kg  | 07-10-1986   | UConn Huskies                                    |
| G | 4 | Stati Uniti (bandiera) | Shumpert, Iman       | 196 cm  | 96 kg  | 26-06-1990   | Georgia Tech                                     |
| G | 5 | Stati Uniti (bandiera) | Smith, J.R.          | 198 cm  | 100 kg | 09-09-1985   | Saint Benedict's Preparatory School (New Jersey) |
| A | 13 | Canada (bandiera)      | Thompson, Tristan    | 203 cm  | 102 kg | 13-03-1991   | Texas                                            |
| A | 17 | Brasile (bandiera)     | Varejão, Anderson    | 211 cm  | 118 kg | 28-09-1982   | Barca (Spain)                                    |
| G | 3 | Stati Uniti (bandiera) | Waiters, Dion        | 193 cm  | 95 kg  | 10-12-1991   | Syracuse Orange                                  |